# 鲁玉昆
鲁玉昆（1929年9月—2013年7月14日），湖南岳阳人，中国人民解放军将领、中国人民解放军空军中将。
1988年，授予中国人民解放军空军中将，曾任广州军区空军副司令员。